# Dimos Pydna-Kolindros
Dimos Pydna-Kolindros (Pydna-Kolindros) är en kommun i Grekland.   Den ligger i prefekturen Nomós Pierías och regionen Mellersta Makedonien, i den norra delen av landet, 290 km norr om huvudstaden Aten. Antalet invånare är 17 153. Arean är 341 kvadratkilometer.
Terrängen i Dimos Pydna-Kolindros är kuperad åt sydväst, men åt nordost är den platt.